# جياني موربيديلي
جياني موربيديلي (بالإيطالية: Gianni Morbidelli)‏ مواليد 13 يناير 1968 في بيزارو، ماركي، إيطاليا، هو سائق فورملا 1 إيطالي. كان أول سباق له هو جائزة الولايات المتحدة الكبرى 1990. خاض خلال مسيرته 70 سباقاً.

## سباقات شارك فيها
- بطولة فورمولا 3 الإيطالية
- بطولة العالم لسيارات السياحة

## روابط خارجية
- جياني موربيديلي على موقع Racing-Reference.info (الإنجليزية)
- جياني موربيديلي على موقع DriverDB.com (الإنجليزية)
- جياني موربيديلي على موقع CONI honoured athlete website (الإيطالية)